# Opice Novega sveta
Opice novega sveta so pet družin prvakov, ki živijo v tropskih regijah Mehike, Srednje in Južne Amerike: Callitrichidae, Cebidae, Aotidae, Pitheciidae in Atelidae. Pet družin je razvrščenih skupaj kot Ceboidea, edina obstoječa naddružina v parvorderju Platyrrhini.
Platyrrhini izhaja iz grščine za 'širok nos', njihovi nosovi pa so bolj ploščati kot pri drugih opicah, z nosnicama, obrnjenimi vstran. Opice iz družine Atelidae, kot je pajčarka (brachyteles arachnoides), so edini primati, ki imajo oprijemalne repe. Najbližji sorodniki opic iz novega sveta so druge opice, Catarrhini ('spuščeni nos'), ki jih sestavljajo opice Starega sveta. Opice Novega sveta izvirajo iz afriških opic, ki so kolonizirale Južno Ameriko, linije, ki se je odcepila pred približno 40 milijoni let.

## Evolucijska zgodovina
Pred približno 40 milijoni let se je infrarod Simiiformes razdelil na parvorder Platyrrhini (opice Novega sveta) in Catarrhini (človečnjaki in opice Starega sveta) nekje na afriški celini. Trenutno domnevajo, da so se Platyrrhini v eocenski dobi razpršili v Južno Ameriko na splavu vegetacije čez Atlantski ocean, verjetno prek več vmesnih zdaj potopljenih otokov. Več drugih skupin živali je opravilo isto potovanje čez Atlantik, zlasti glodavci (caviomorpha). V času, ko so se opice Novega sveta razpršile v Južno Ameriko, se Panamska ožina še ni oblikovala, zato so oceanski tokovi, za razliko od danes, spodbujali širjenje proti zahodu, podnebje je bilo precej drugačno in širina Atlantskega oceana je bila manjša od sedanjih 2800 km za približno tretjino (morda 1000 km manj, na podlagi trenutne ocene hitrosti širjenja procesov nastajanja atlantskega srednjeoceanskega hrbta 25 milimetrov na leto.
Ne-platyrrhini Ucayalipithecus iz amazonskega Peruja, ki so morda potovali čez Atlantik pred približno 35–32 milijoni let, gnezdijo znotraj izumrle Parapithecoidea iz eocena Afro-Arabije, kar nakazuje, da sta bila vsaj dva ločena dogodka razpršitve primatov v Južno Ameriko se zdi, da sta Parvimico in Perupithecus iz Peruja na dnu Platyrrhinija, prav tako Szalatavus, Lagonimico in Canaanimico.
Možen dokaz za tretji dogodek čezatlantske razpršitve izhaja iz fosilnega molarja, ki pripada Ashaninkacebus simpsoni, ki ima močno afiniteto s stebelnimi antropoidnimi primati južnoazijskega izvora, Eosimiidae.
Zdi se, da je bila vsebnost kromosomov vrste prednikov 2n = 54. Pri obstoječih vrstah se vrednost 2n spreminja od 16 pri opici titi do 62 pri volnati opici.
Bayesova ocena najnovejšega skupnega prednika obstoječe vrste ima 95 % verodostojen interval od 27 do 31 milijonov let nazaj.

## Klasifikacija
Sledi seznam različnih družin platirinov, kot sta jih opredelila Rylands & Mittermeier (2009) in njihov položaj v redu primatov:
- Rod Prvaki
  - Podred Strepsirrhini: lemurji, loriji, galagi, variji itd.
  - Podred Haplorrhini: tarsier + opice, vključno človečnjaki
    - Infrarod Tarsiiformes: nartničarji
    - Infrarod Simiiformes
      - Parvorder Platyrrhini: opice Novega sveta
        - Družina Callitrichidae: marmozetkes in tamarine
        - Družina Cebidae: kapucinske in sajmirji
        - Družina Aotidae: ponočne opice ali sovje opice (douroucoulis)
        - Družina Pitheciidae: titiji, sakijis in uakariji
        - Družina Atelidae: brezpalčarke, pajčarke in volnarčki

      - Parvorder Catarrhini: 
        - Družina Cercopithecidae: opice Starega sveta

Razporeditev družin opic Novega sveta, dejanski seznam, katere skupine sestavljajo družine in katere sestavljajo nižje taksonomske skupine, se je z leti spremenila. McKenna & Bell (1997) sta uporabila dve družini: Callitrichidae in Atelidae, pri čemer so Atelidae razdeljene na Cebinae, Pitheciinae in Atelinae.
Rosenberger (2002 po Horowitzu 1999) je Callitrichidae degradiral v poddružino in jo uvrstil pod novo vzgojeno družino Cebidae.ref name=Rosenberger>Rosenberger, A. L. (2002). »Platyrrhine paleontology and systematics: the paradigm shifts«.  V Hartwig, W. C. (ur.). The Primate Fossil Record. Cambridge, England: Cambridge University Press. str. 151–159. Bibcode:2002prfr.book.....H.</ref>
Groves (2005) je uporabil štiri družine, vendar kot ravno strukturo.
Eno možno ureditev petih družin in njihovih poddružin Rylands & Mittermeier je mogoče videti pri Silvestro in drugi (2017):
| Callicebinae | titiji            |
|              | titiji            |
| Pitheciinae  | sakiji in uakarji |
|              | sakiji in uakarji |

| Alouattinae | vriskači                            |
|             | vriskači                            |
| Atelinae    | brezpalčarke, pajčarke in volnarčki |
|             | brezpalčarke, pajčarke in volnarčki |

| Cebinae    | kapucinke |
|            | kapucinke |
| Saimirinae | sajmirji  |
|            | sajmirji  |

| Callitrichidae | \| Callitrichinae \| marmozetke in tamarine \| \| \| marmozetke in tamarine \| \| \| tamarine \| \| \| \| |
|                | \| Callitrichinae \| marmozetke in tamarine \| \| \| marmozetke in tamarine \| \| \| tamarine \| \| \| \| |
| Aotidae        | ponočne opice                                                                                             |
|                | ponočne opice                                                                                             |
| Callitrichinae | marmozetke in tamarine                                                                                    |
|                | marmozetke in tamarine                                                                                    |
|                | tamarine                                                                                                  |
|                | |

| Callitrichinae | marmozetke in tamarine |
|                | marmozetke in tamarine |
|                | tamarine               |
|                |                        |

| Cebinae    | kapucinke |
|            | kapucinke |
| Saimirinae | sajmirji  |
|            | sajmirji  |

| Callitrichidae | \| Callitrichinae \| marmozetke in tamarine \| \| \| marmozetke in tamarine \| \| \| tamarine \| \| \| \| |
|                | \| Callitrichinae \| marmozetke in tamarine \| \| \| marmozetke in tamarine \| \| \| tamarine \| \| \| \| |
| Aotidae        | ponočne opice                                                                                             |
|                | ponočne opice                                                                                             |
| Callitrichinae | marmozetke in tamarine                                                                                    |
|                | marmozetke in tamarine                                                                                    |
|                | tamarine                                                                                                  |
|                | |

| Callitrichinae | marmozetke in tamarine |
|                | marmozetke in tamarine |
|                | tamarine               |
|                |                        |

| Alouattinae | vriskači                            |
|             | vriskači                            |
| Atelinae    | brezpalčarke, pajčarke in volnarčki |
|             | brezpalčarke, pajčarke in volnarčki |

| Cebinae    | kapucinke |
|            | kapucinke |
| Saimirinae | sajmirji  |
|            | sajmirji  |

| Callitrichidae | \| Callitrichinae \| marmozetke in tamarine \| \| \| marmozetke in tamarine \| \| \| tamarine \| \| \| \| |
|                | \| Callitrichinae \| marmozetke in tamarine \| \| \| marmozetke in tamarine \| \| \| tamarine \| \| \| \| |
| Aotidae        | ponočne opice                                                                                             |
|                | ponočne opice                                                                                             |
| Callitrichinae | marmozetke in tamarine                                                                                    |
|                | marmozetke in tamarine                                                                                    |
|                | tamarine                                                                                                  |
|                | |

| Callitrichinae | marmozetke in tamarine |
|                | marmozetke in tamarine |
|                | tamarine               |
|                |                        |

| Cebinae    | kapucinke |
|            | kapucinke |
| Saimirinae | sajmirji  |
|            | sajmirji  |

| Callitrichidae | \| Callitrichinae \| marmozetke in tamarine \| \| \| marmozetke in tamarine \| \| \| tamarine \| \| \| \| |
|                | \| Callitrichinae \| marmozetke in tamarine \| \| \| marmozetke in tamarine \| \| \| tamarine \| \| \| \| |
| Aotidae        | ponočne opice                                                                                             |
|                | ponočne opice                                                                                             |
| Callitrichinae | marmozetke in tamarine                                                                                    |
|                | marmozetke in tamarine                                                                                    |
|                | tamarine                                                                                                  |
|                | |

| Callitrichinae | marmozetke in tamarine |
|                | marmozetke in tamarine |
|                | tamarine               |
|                |                        |

| Callicebinae | titiji            |
|              | titiji            |
| Pitheciinae  | sakiji in uakarji |
|              | sakiji in uakarji |

| Alouattinae | vriskači                            |
|             | vriskači                            |
| Atelinae    | brezpalčarke, pajčarke in volnarčki |
|             | brezpalčarke, pajčarke in volnarčki |

| Cebinae    | kapucinke |
|            | kapucinke |
| Saimirinae | sajmirji  |
|            | sajmirji  |

| Callitrichidae | \| Callitrichinae \| marmozetke in tamarine \| \| \| marmozetke in tamarine \| \| \| tamarine \| \| \| \| |
|                | \| Callitrichinae \| marmozetke in tamarine \| \| \| marmozetke in tamarine \| \| \| tamarine \| \| \| \| |
| Aotidae        | ponočne opice                                                                                             |
|                | ponočne opice                                                                                             |
| Callitrichinae | marmozetke in tamarine                                                                                    |
|                | marmozetke in tamarine                                                                                    |
|                | tamarine                                                                                                  |
|                | |

| Callitrichinae | marmozetke in tamarine |
|                | marmozetke in tamarine |
|                | tamarine               |
|                |                        |

| Cebinae    | kapucinke |
|            | kapucinke |
| Saimirinae | sajmirji  |
|            | sajmirji  |

| Callitrichidae | \| Callitrichinae \| marmozetke in tamarine \| \| \| marmozetke in tamarine \| \| \| tamarine \| \| \| \| |
|                | \| Callitrichinae \| marmozetke in tamarine \| \| \| marmozetke in tamarine \| \| \| tamarine \| \| \| \| |
| Aotidae        | ponočne opice                                                                                             |
|                | ponočne opice                                                                                             |
| Callitrichinae | marmozetke in tamarine                                                                                    |
|                | marmozetke in tamarine                                                                                    |
|                | tamarine                                                                                                  |
|                | |

| Callitrichinae | marmozetke in tamarine |
|                | marmozetke in tamarine |
|                | tamarine               |
|                |                        |

| Alouattinae | vriskači                            |
|             | vriskači                            |
| Atelinae    | brezpalčarke, pajčarke in volnarčki |
|             | brezpalčarke, pajčarke in volnarčki |

| Cebinae    | kapucinke |
|            | kapucinke |
| Saimirinae | sajmirji  |
|            | sajmirji  |

| Callitrichidae | \| Callitrichinae \| marmozetke in tamarine \| \| \| marmozetke in tamarine \| \| \| tamarine \| \| \| \| |
|                | \| Callitrichinae \| marmozetke in tamarine \| \| \| marmozetke in tamarine \| \| \| tamarine \| \| \| \| |
| Aotidae        | ponočne opice                                                                                             |
|                | ponočne opice                                                                                             |
| Callitrichinae | marmozetke in tamarine                                                                                    |
|                | marmozetke in tamarine                                                                                    |
|                | tamarine                                                                                                  |
|                | |

| Callitrichinae | marmozetke in tamarine |
|                | marmozetke in tamarine |
|                | tamarine               |
|                |                        |

| Cebinae    | kapucinke |
|            | kapucinke |
| Saimirinae | sajmirji  |
|            | sajmirji  |

| Callitrichidae | \| Callitrichinae \| marmozetke in tamarine \| \| \| marmozetke in tamarine \| \| \| tamarine \| \| \| \| |
|                | \| Callitrichinae \| marmozetke in tamarine \| \| \| marmozetke in tamarine \| \| \| tamarine \| \| \| \| |
| Aotidae        | ponočne opice                                                                                             |
|                | ponočne opice                                                                                             |
| Callitrichinae | marmozetke in tamarine                                                                                    |
|                | marmozetke in tamarine                                                                                    |
|                | tamarine                                                                                                  |
|                | |

| Callitrichinae | marmozetke in tamarine |
|                | marmozetke in tamarine |
|                | tamarine               |
|                |                        |

## Značilnosti
Opice Novega sveta so majhni do srednje veliki prvaki, od male marmozetke (najmanjša opica na svetu), velike od 14 do 16 cm in teže od 120 do 190 g, do pajčarke, pri 55 do 70 cm in težo od 12 do 15 kg. Opice Novega sveta se nekoliko razlikujejo od opic Starega sveta v več vidikih. Najpomembnejša fenotipska razlika je nos, ki je značilnost, ki se najpogosteje uporablja za razlikovanje med obema skupinama. Klad za opice Novega sveta, Platyrrhini, pomeni 'ploščat nos'. Nosovi opic Novega sveta so bolj ploščati in imajo nosnice, obrnjene na stran.
Opice Novega sveta so edine opice z oprijemalnimi repi - v primerjavi s krajšimi, neoprijemalnimi repi antropoidov Starega sveta. Nagnjenost se je razvila vsaj dvakrat različno pri platyrrhines, v družini Atelidae (pajčarke, vriskači in volnarčki) in pri kapucinkah (Cebus). Čeprav je prijemalnost prisotna pri vseh teh vrstah prvakov, morfološke razlike na osnovi okostja in mišic med tema dvema skupinama kažejo, da se je lastnost razvila ločeno skozi konvergentno evolucijo. Popolnoma oprijemalni repi, ki so se razvili pri Atelidae, omogočajo prvakom, da svojo celotno telesno težo obesijo samo na rep, roke in noge pa so proste za druge dejavnosti iskanja hrane in rokovanje. Polprijemalne repe pri Cebusu lahko uporabijo za ravnotežje, tako da rep ovije okoli vej in podpiro velik del njihove teže.
Opice Novega sveta (razen vriskačev iz rodu Alouatta) prav tako običajno nimajo trikromatskega vida opic Starega sveta. Barvni vid pri prvakih Novega sveta se opira na en sam gen na X-kromosomu za proizvodnjo pigmentov, ki absorbirajo svetlobo srednje in dolge valovne dolžine, kar je v nasprotju s svetlobo kratke valovne dolžine. Posledično se samci zanašajo na en sam srednje/dolg pigmentni gen in so dvobarvni, tako kot homozigotne samice. Heterozigotne samice imajo lahko dva alela z različno občutljivostjo znotraj tega območja in tako lahko prikazujejo trikromatski vid.
Platyrrhines se od opic Starega sveta razlikujejo tudi po tem, da imajo namesto osmih dvanajst premolarjev; ki imajo zobno formulo:
2.1.3.3
2.1.3.3
oziroma
2.1.3.2
2.1.3.2
(sestavljen iz 2 sekalcev, 1 kanina, 3 premolarjev in 2 ali 3 kočnikov). To je v nasprotju z antropoidi Starega sveta, vključno z gorilami, šimpanzi, bonobi, siamangi, giboni, orangutani in večino ljudi, ki imajo skupno zobno formulo
2.1.2.3
2.1.2.3
Veliko opic Novega sveta je majhnih in skoraj vse so drevesne, zato je znanje o njih manj celovito kot o opicah Starega sveta, ki jih je lažje opazovati. Za razliko od večine opic Starega sveta, mnoge opice Novega sveta tvorijo monogamne parne vezi in kažejo precejšnjo očetovsko skrb za mladiče. Jedo sadje, orehe, žuželke, rože, ptičja jajca, pajke in male sesalce. Za razliko od ljudi in večine opic Starega sveta si njihovi palci ne nasprotujejo (razen pri nekaterih Cebidae).